# Michael Rackl
Michael Rackl né le 31 octobre 1883 à Rittershof, mort le 5 mai 1948 à Eichstätt est évêque d'Eichstätt de 1935 à sa mort.

## Biographie
Michael Rackl est l'un des enfants d'un riche fermier ; deux de ses sœurs seront religieuses plus tard, un frère aura une carrière de prêtre. Après le gymnasium d'Eichstätt, Michael Rackl étudie la théologie au Lyzeum. Il est ordonné prêtre le 29 juin 1909, puis est chapelain à Gungolding. En 1911, il obtient son doctorat de l'université de Fribourg-en-Brisgau. De 1913 à 1935, il occupe la chaire de théologie dogmatique à l'université philosophique et théologique d'Eichstätt. De 1925 à 1935, il enseigne également l'ascétique. Du 29 juin 1924 au 3 septembre 1935, Rackl est directeur du séminaire d'Eichstätt et recteur de l'université.
Après la nomination de l'évêque d'Eichstätt Konrad von Preysing comme évêque de Berlin, le pape Pie XI nomme Rackl le 4 novembre 1935 comme son successeur. Il est ordonné évêque le 21 décembre 1935 par son prédécesseur, Konrad von Preysing.
Pendant l'Empire allemand et la Première Guerre mondiale, Rackl semble un fervent nationaliste qui approuve certainement l'idée de la communauté nationale. Avant même l'arrivée au pouvoir d'Hitler, Rackl, en accord avec les évêques allemands, voit des incompatibilités idéologiques entre le NSDAP et l'Église. En novembre 1933, il signe pourtant la Déclaration des professeurs en faveur d'Adolf Hitler. À cette époque, Rackl rend publique à plusieurs reprises sa loyauté envers la patrie. Michael Rackl apparaît comme un critique des nazis pendant son épiscopat. En 1936, il dit à propos de la politique scolaire : « Nous sommes au milieu du Kulturkampf, précisément dans un Kulturkampf, par rapport auquel le Kulturkampf des années 1870 était un jeu d'enfant. Le nazisme tente d'écarter la religion de la vie publique, d'éroder les organisations catholiques. Les gouvernements aussi doivent adhérer à la loi morale divine. » Dans la suite de son discours, il aborde l'abolition de l'école confessionnelle et mentionne le conflit avec le mouvement religieux allemand. Rackl qualifie la foi chrétienne d'incompatible avec l'idéologie nazie. Il empêche une expulsion pour des motifs politiques du prêtre de la cathédrale Johann Kraus. Selon l'historien Bernd Heim, Rackl est plutôt réticent à commenter le parti et l'État pendant la Seconde Guerre mondiale. Avant même le début de la guerre, il loue ses « liens intimes avec la Wehrmacht allemande » devant le commandant militaire d'Eichstatt. En 1940, il célèbre la victoire de l'Allemagne sur la France. Dans une lettre pastorale de septembre 1941, il décrit la campagne russe comme « une croisade, une guerre sainte pour la patrie et le peuple, pour la foi et l'église, pour le Christ et sa Sainte Croix ». Rackl essaie d'empêcher la fermeture prévue de l'université philosophique et théologique d'Eichstätt en 1939. Après le déclenchement de la Seconde Guerre mondiale en 1939, il reste largement silencieux en public, évite les conflits avec le parti et se concentre sur le travail au sein de l'église. Il accepte le transfert forcé de Johannes Kraus en 1942 sans aucune protestation. Surtout, Rackl est muet sur le sort des Juifs.
À la fin de la Seconde Guerre mondiale, il accepte des étudiants en théologie lituaniens qui ont fui l'Armée rouge dans le diocèse. Après la guerre, il s'inquiète de l'intégration des déplacés et emploie un grand nombre de prêtres déplacés dans le diocèse.
Alors qu'il prend une position critique à l'égard du régime à l'époque du nazisme, après la guerre pendant la dénazification il délivre des certificats d'exonération si généreusement qu'ils en perdent toute crédibilité.